# Napad na Deljatin (2022)
Napad na Deljatin leta 2022 je bil napad na podzemno skladišče raket in letalskega streliva ukrajinske vojske v Deljatinu v Ivano-Frankivski oblasti. To je bilo verjetno prvič, ko je Rusija proti Ukrajini uporabila hiperzvočno orožje H-47M2 Kinžal.

## Zgodovina
19. marca je rusko obrambno ministrstvo sporočilo, da je ruska vojska uporabila hiperzvočne rakete za uničenje podzemnih objektov v mestu Deljatin v Ivano-Frankivski oblasti. Tiskovni predstavnik poveljstva zračnih sil ukrajinskih oboroženih sil Jurij Ihnat je raketni napad potrdil. Ministrstvo za obrambo Ukrajine je potrdilo napad na skladišča, vendar ni moglo ugotoviti natančne vrste orožja. Poleg tega je po navedbah ministrstva »Ukrajina postala poligon za preizkušanje celotnega arzenala ruskega raketnega orožja. Uporabljajo operativne in taktične enote Iskander, manevrirne rakete Kalibr in druge: Kh-101, Kh-55 in X-555.
Ameriški uradniki so za CNN potrdili, da je Rusija proti Ukrajini izstrelila močne nadzvočne rakete, kar je bila prva znana uporaba tovrstnih raket v boju. Rusija je trdila, da je v petek uporabila nadzvočne rakete za uničenje skladišča streliva v Deljatinu. Izstrelitve so bile verjetno namenjene testiranju orožja in pošiljanju sporočila Zahodu o ruskih zmogljivostih.

### Ruski videoposnetek
Rusija je objavila videoposnetek lastnega raketnega napada na skladišče orožja. 19. marca zvečer je revija The War Zone prejela satelitske posnetke podjetja Planet Labs, ki potrjujejo, da videoposnetek ruskega obrambnega ministrstva ne prikazuje zadetka skladišča ampak kmetijo ali velik kokošnjak v jugovzhodni Harkovski oblasti. Slike so bile posnete 12. marca 2022, teden dni pred objavo videa in širjenjem informacij o uporabi Kinžala. Takrat je bila kmetija že delno uničena.